# سيفيرين نيلسون
سيفيرين نيلسون (بالسويدية: Severin Nilsson)‏ هو رسام ومصور سويدي، ولد في 14 يناير 1846 في Asige parish ‏ في السويد، وتوفي في 24 نوفمبر 1918 في Engelbrekt Parish ‏ في السويد.

## معرض صور

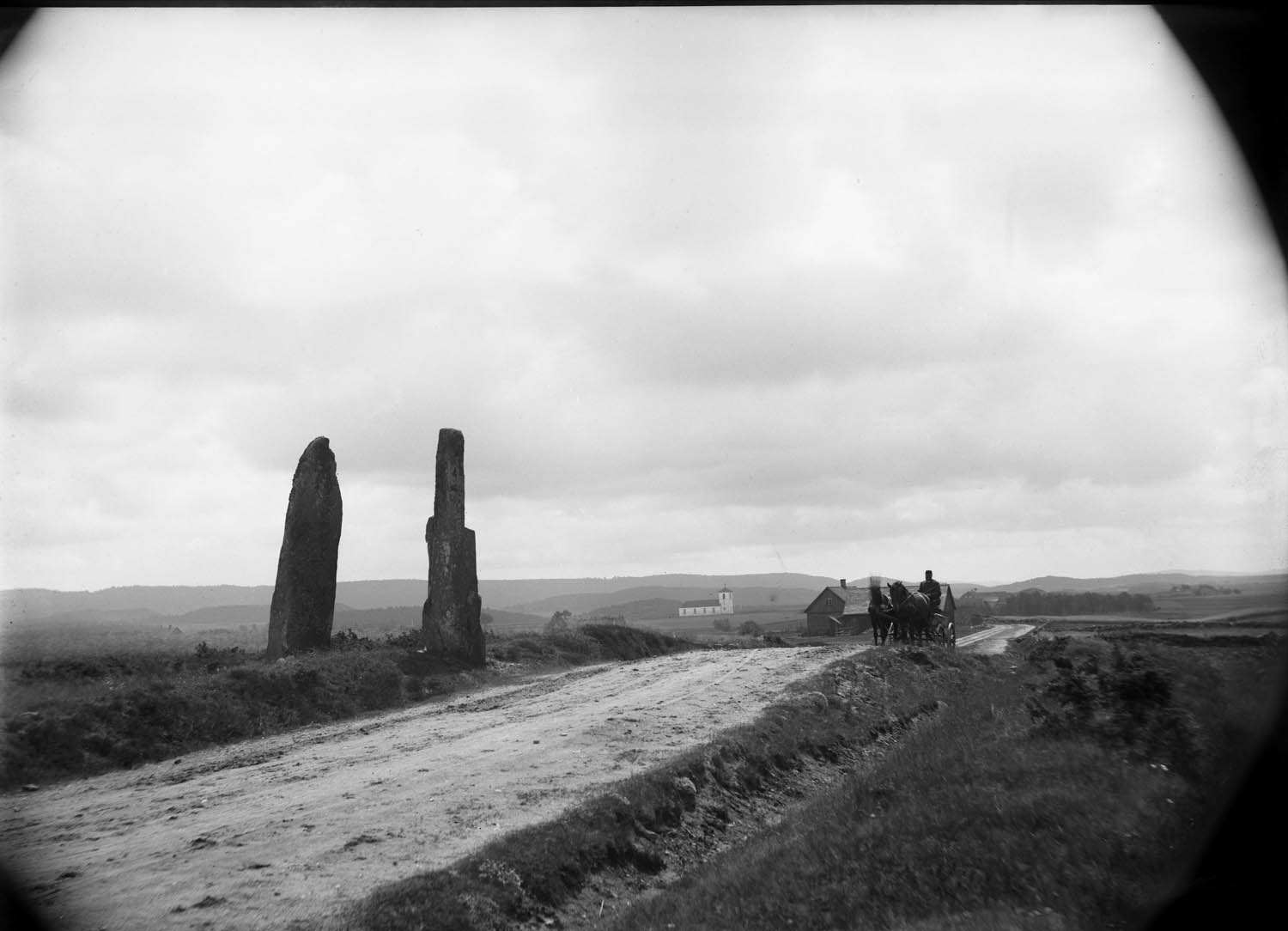
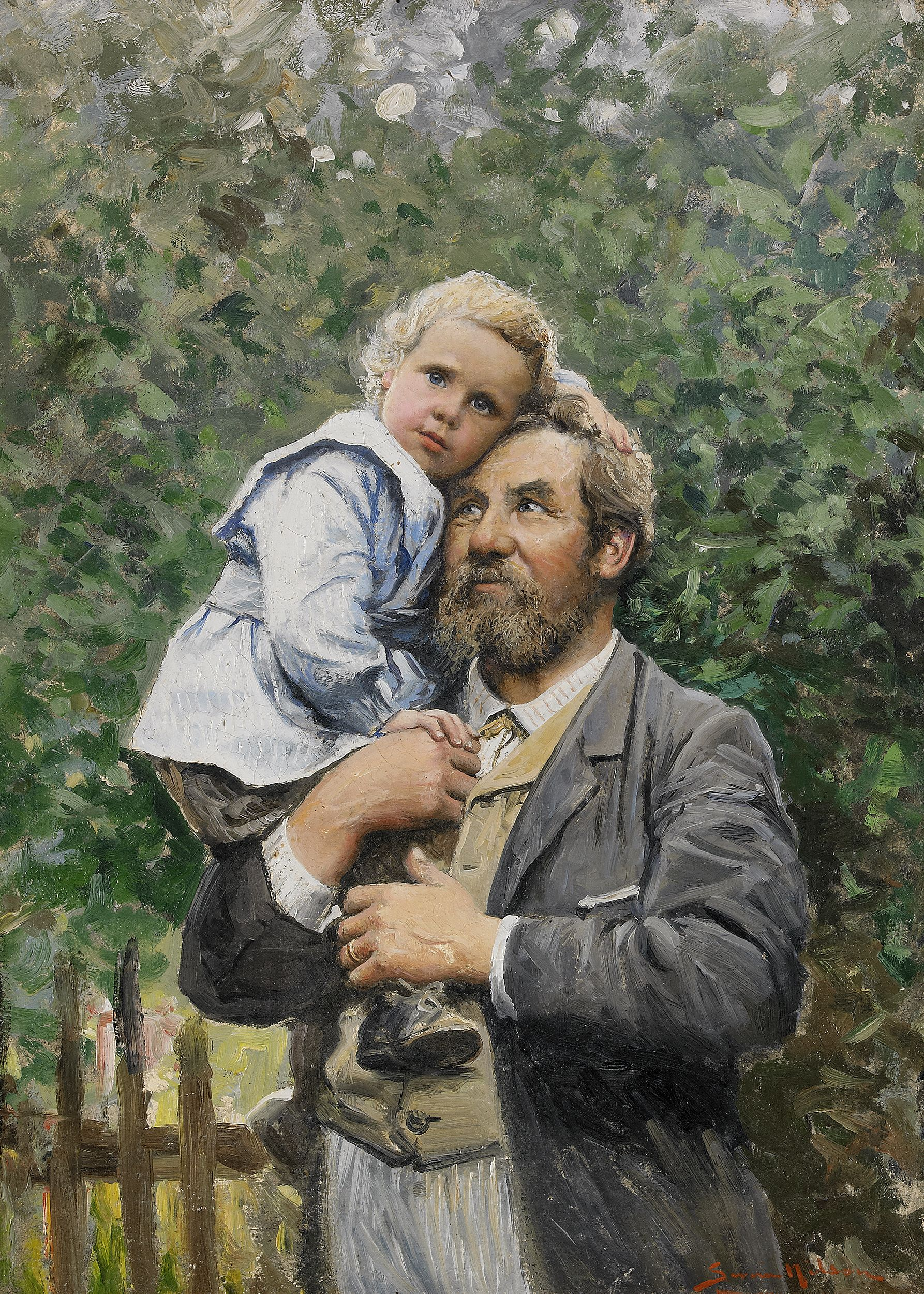
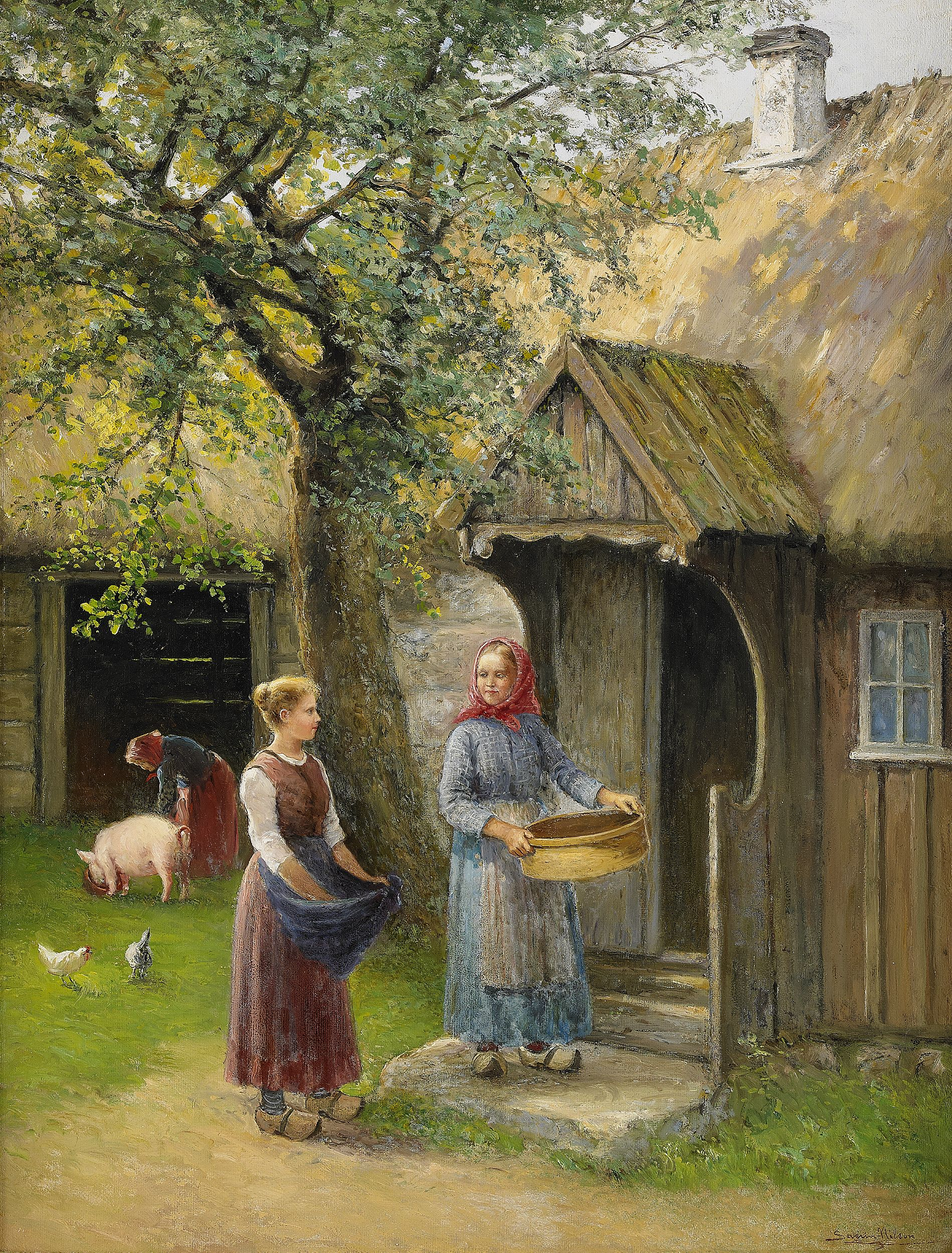
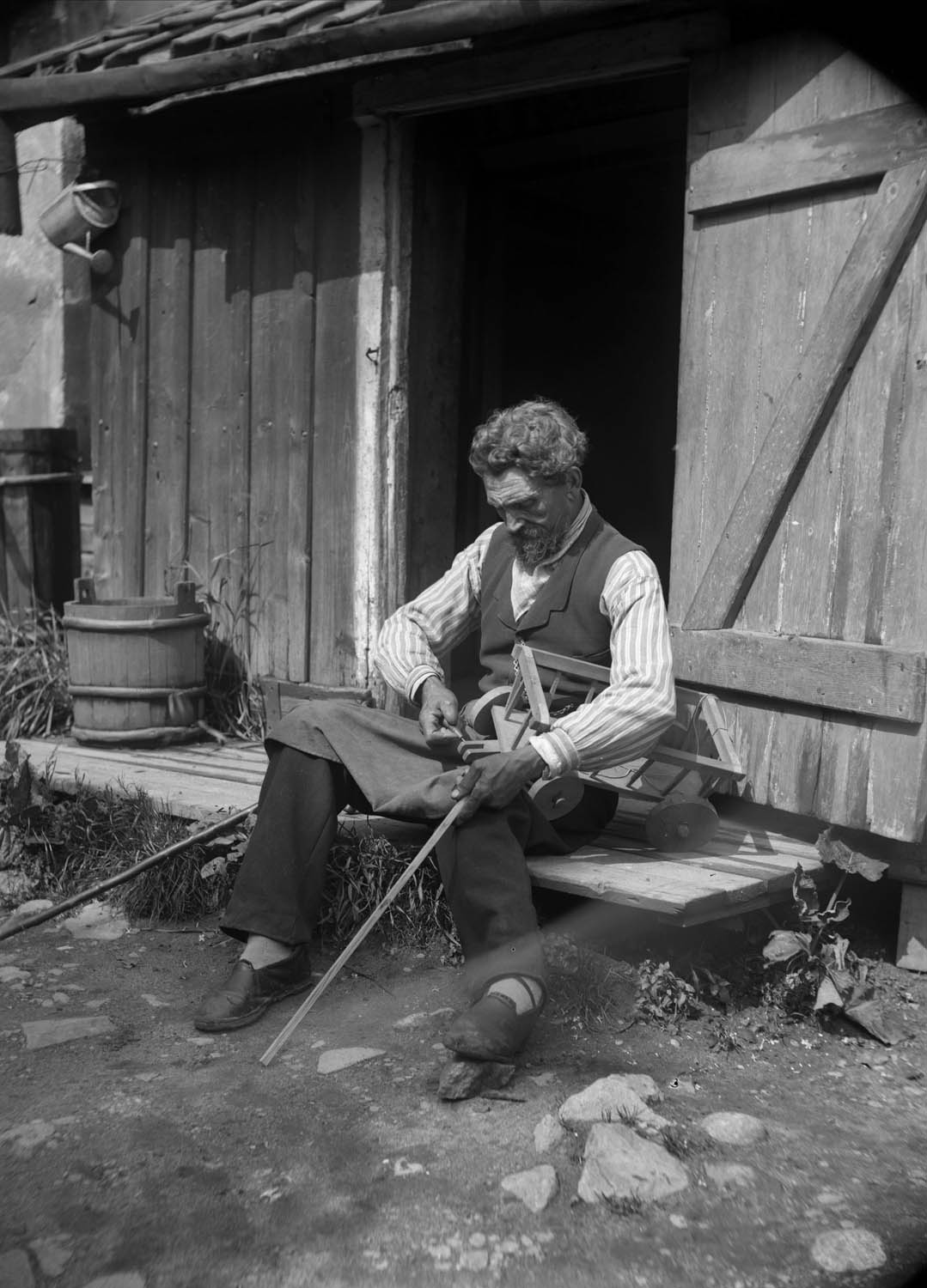
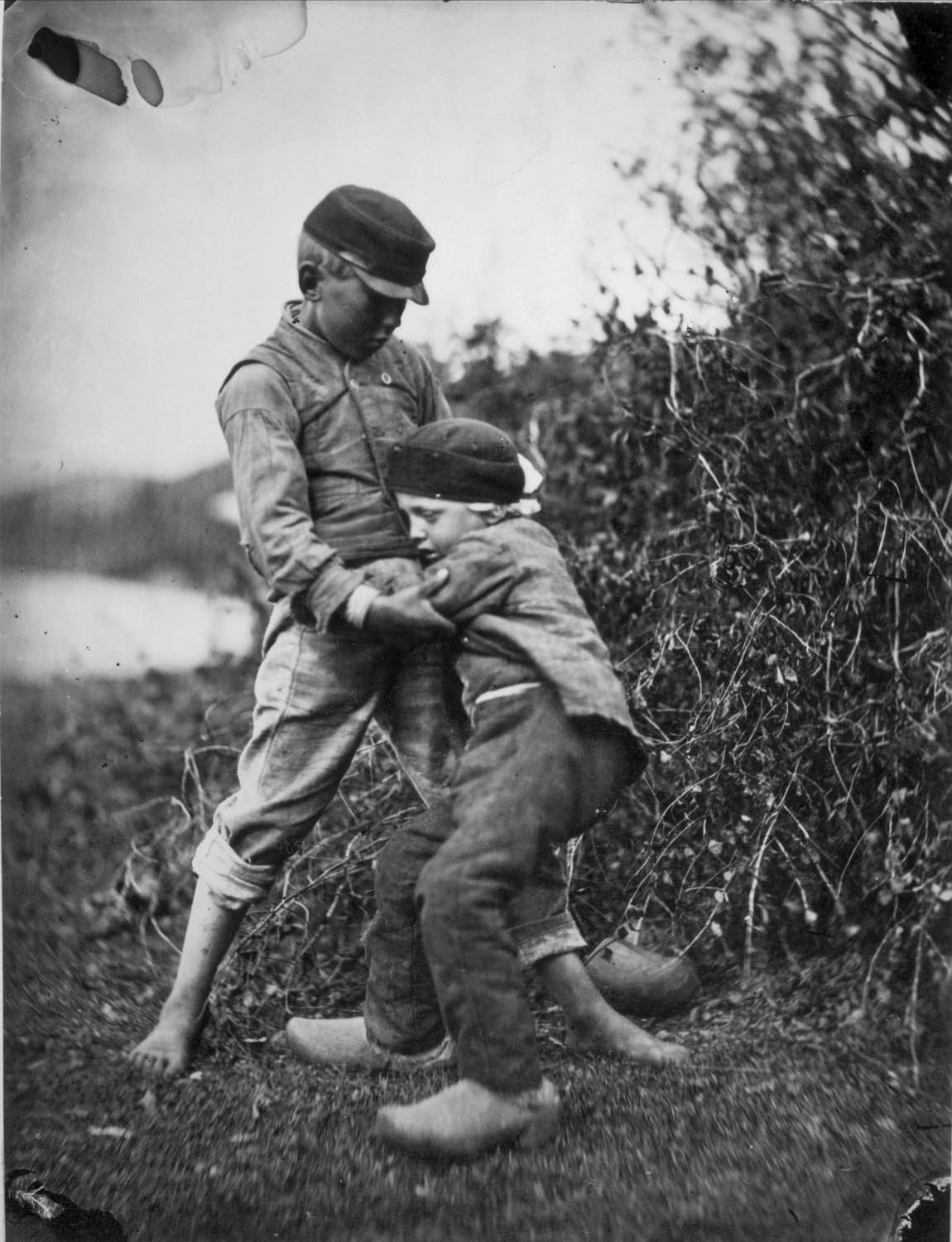
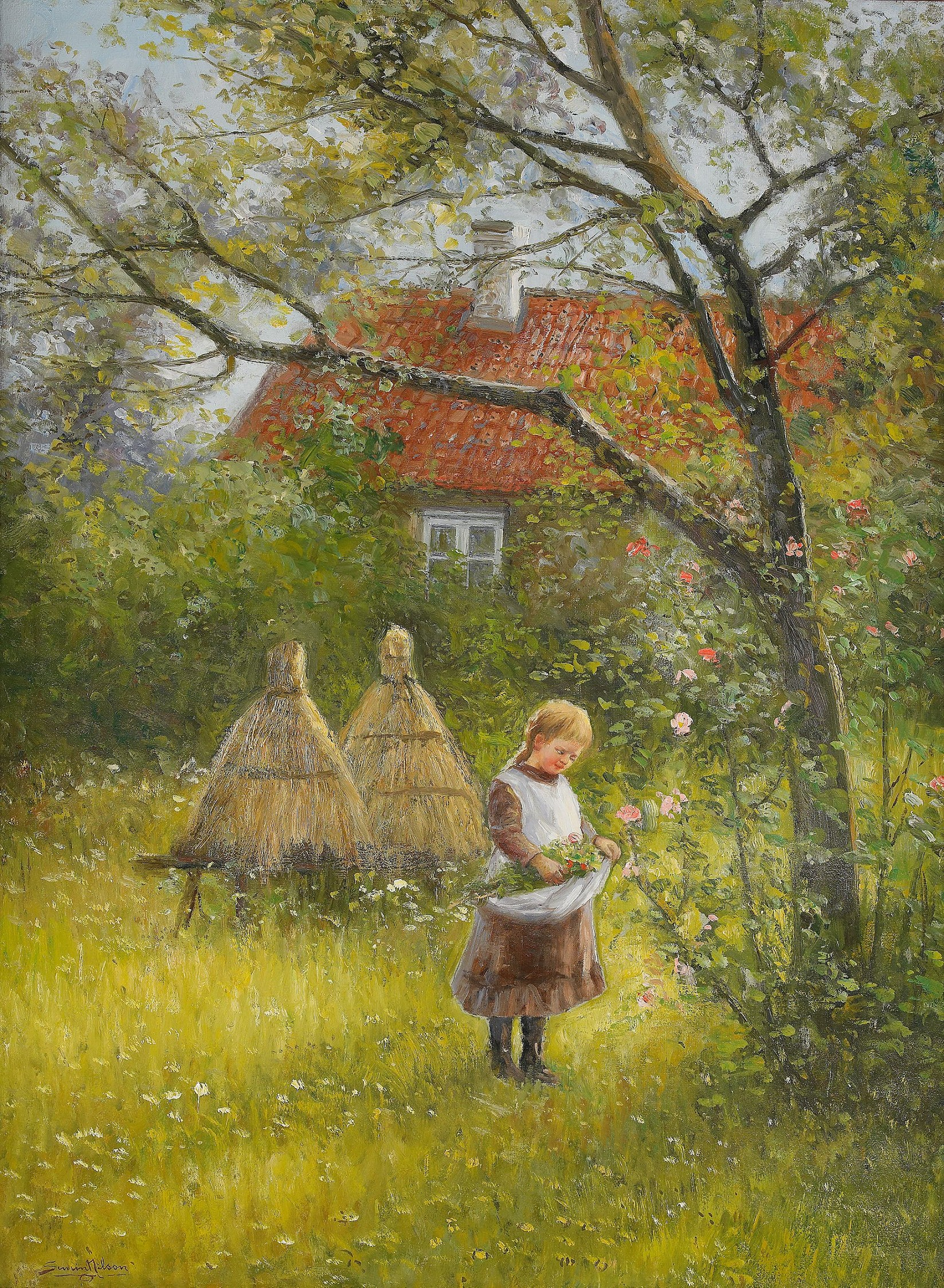